# Ава (верхний приток Иртыша)
Ава (Ова, в верховье Берёзовая) — река в Тевризском районе Омской области России. Устье реки находится в 1136 км от устья по правому берегу реки Иртыш. Длина реки составляет 66 км.

## Притоки
- Уш (лв)
- Копраша (лв)
- Дрожжадка (пр)
- Крутая (пр)
- Емельяновка (пр)
- Тайгаса (пр)
- Берёзовая (лв)
- Ченгалы (пр)
- Лангуй (пр)

## Данные водного реестра
По данным государственного водного реестра России относится к Иртышскому бассейновому округу, водохозяйственный участок реки — Иртыш от впадения реки Омь до впадения реки Ишим, без реки Оша, речной подбассейн реки — бассейны притоков Иртыша до впадения Ишима. Речной бассейн реки — Иртыш.